# سمفونی شماره ۱ (شوبرت)
سمفونی شماره ۱ در گام ر ماژور، دی ۸۲، نخستین سمفونی فرانتس شوبرت، آهنگساز کلاسیک/ رمانتیک اتریشی است که در سال ۱۸۱۳، یعنی زمانی که شوبرت ۱۶ سال داشت، تکمیل شد. شوبرت، با وجود اینکه جوان بود، اولین سمفونی‌اش، هم از نظر زمان خود و هم از لحاظ اندازه، اثری قابل توجه و تحسین‌برانگیز است. موومان نخست با آداژیویی باشکوه آغاز می‌شود، که یادآور سمفونی شماره ۱۰۴ هایدن است. سپس، در ادامهٔ همین موومان، آداژیوی کوتاه به آلگرو ویواچه می‌پیوندد.

## سازبندی
آهنگساز، این سمفونی را برای یک فلوت، دو ابوا، دو کلارینت (در لا)، دو فاگوت، دو کُر (هورن) (در رِ)، دو ترومپت (در رِ)، تیمپانی، و سازهای زهی نوشته‌است.
ارکستراسیونِ اثر، که تعادل میان سازهای زهی و سازهای بادی به‌خوبی برقرار است، مشابه موسیقی مجلسی عمل می‌کند، اما با گروهی بزرگ‌تر. ترومپت‌ها، همانند بسیاری از آثار اولیهٔ شوبرت، ترومپت‌های در «ر» است و در بیشترِ بخش‌های موومان‌های اول و چهارم، استفاده از ترومپت «رِ» به ترومپت «لا» در نوسان‌است. شوبرت در موومان چهارم، ترومپت‌های در «رِ» را نگه می‌دارد. تعادل و هم‌آهنگی میانِ کُرها (هورن‌ها) و ترومپت‌ها در موومان چهارم کاملاً ملموس است.

## موومان‌ها
موومان‌های سمفونی ۱ شوبرت عبارت‌اند از:
1. آداژیو ـ آلگرو ویواچه
2. آندانته (سُل ماژور)
3. منوئه ـ آلگرو
4. آلگرو ویواچه

یک اجرای استاندارد از این سمفونی حدود ۲۶ دقیقه به طول می‌انجامد.
نت‌های آغازینِ موومان اولِ سمفونی: